# Chen Xiaomin
Chen Xiaomin (7 de fevereiro de 1977, em Heshan, Guangdong) é uma ex-halterofilista chinesa.
Chen Xiaomin ganhou ouro em halterofilismo nos Jogos Olímpicos de 2004, com 242,5 kg no total combinado (112,5 no arranque e 130 no arremesso), na categoria até 63 kg.
Quadro de resultados

| Ano  | Posição | Competição                      | Classe de peso | Marca                 |
| 1993 | 1.      | Campeonato Mundial em Melbourne | –54 kg         | 200 kg (90+110)       |
| 1994 | 1.      | Jogos Asiáticos em Hiroshima    | –59 kg         | 220 kg (97,5+122,5)   |
| 1995 | 1.      | Campeonato Mundial em Guangzhou | –59 kg         | 215 kg (92,5+123,5) * |
| 1996 | 1.      | Campeonato Asiático em Yachiyo  | –59 kg         | 207,5 kg              |
| 1996 | 1.      | Campeonato Mundial em Varsóvia  | –59 kg         | 207,5 kg (99+110) *   |
| 1997 | 1.      | Campeonato Asiático em Yangzhou | –64 kg         |                       |
| 2000 | 1.      | Campeonato Asiático em Osaka    | –63 kg         | 235 kg (107,5+127,5)  |
| 2000 | 1.      | Jogos Olímpicos                 | –63 kg         | 242,5 kg (112,5+130)  |

* Os resultados no total combinado eram padronizados para intervalos de 2,5 kg.

Quadro de recordes
Chen Xiaomin definiu doze recordes mundiais — dez antes de 1998 e dois após a reestruturação das classes de peso que a Federação Internacional de Halterofilismo fez em 1998.
| Data                                               | Disciplina | Marca      | Classe de peso | Lugar     |
| -------------------------------------------------- | ---------- | ---------- | -------------- | --------- |
| 04.10.1994                                         | Arremesso  | 122,5 kg   | –59 kg         | Hiroshima |
| 04.10.1994                                         | Total      | 220 kg     | –59 kg         | Hiroshima |
| 20.11.1995                                         | Arremesso  | 123,5 kg   | –59 kg         | Guangzhou |
| 06.05.1996                                         | Arranque   | 99 kg      | –59 kg         | Varsóvia  |
| 10.07.1997                                         | Arranque   | 107,5 kg   | –64 kg         | Yangzhou  |
| Após a reestruturação das classes de peso em 1998: |            |            |                |           |
| 19.09.2000                                         | Arranque   | 112,5 kg   | –63 kg         | Sydney    |
| 19.09.2000                                         | Total      | 242,5 kg * | –63 kg         | Sydney    |

* Recorde olímpico